# Psychotria camerunensis
Psychotria camerunensis är en måreväxtart som beskrevs av Ernest Marie Antoine Petit. Psychotria camerunensis ingår i släktet Psychotria och familjen måreväxter. Inga underarter finns listade i Catalogue of Life.